# Łysów (gmina)
Łysów – dawna gmina wiejska istniejąca do 1954 roku w woj. lubelskim/warszawskim. Siedzibą władz gminy był Łysów.
Gmina Łysów była jedną z 16 gmin wiejskich powiatu konstantynowskiego guberni siedleckiej. 
Podczas I wojny światowej od gminy Łysów odłączono miejscowość Puczyce na korzyść nowej gminy Górki (utworzonej z wewnętrznych części gmin Chlebczyn, Czuchleby, Łysów i Kornica).
W okresie międzywojennym gmina należała początkowo do powiatu konstantynowskiego w woj. lubelskim. 1 kwietnia 1923 do gminy Łysów przyłączono wieś Hruszew z gminy Korczew z powiatu sokołowskiego. Po likwidacji powiatu konstantynowskiego z dniem 1 kwietnia 1932 roku gmina Łysów  została włączona do powiatu siedleckiego.
Po wojnie gmina zachowała przynależność administracyjną. 1 stycznia 1949 roku gmina wraz z całym powiatem siedleckim została przeniesiona do woj. warszawskiego. Według stanu z dnia 1 lipca 1952 roku gmina składała się z 9 gromad.
Gmina została zniesiona 29 września 1954 roku wraz z reformą wprowadzającą gromady w miejsce gmin. Jednostki nie przywrócono 1 stycznia 1973 roku po reaktywowaniu gmin, a jej dawny obszar został podzielony pomiędzy gminę Przesmyki oraz gminę Platerów.
Zobacz też: gmina Łysków